# دانیل فوشه
دانیل فوشه (فرانسوی: Daniel Fauché‎؛ زادهٔ ۲۲ دسامبر ۱۹۶۶) قایقران روئینگ اهل فرانسه است.